# Londa
Londa est une commune italienne de la ville métropolitaine de Florence dans la région Toscane en Italie.

## Géographie
La commune de Londa occupe la partie gauche de la Sieve et est délimitée par le Mont Falterona, le Mont Cucco et le Mont Massicaia tandis que les torrents Rincine et Moscia traversent la ville. Le paysage est très varié allant du paysage de plaine au paysage montagneux typique. C'est pourquoi son altitude varie entre 200 m pour les paysages de plaine et 1 480 m pour les hauteurs. Tout près du centre historique de la ville, un lac artificiel utilisant les eaux du Rincine a été construit. Il sert en concomitance aux touristes qui viennent visiter la ville et à l'organisation des diverses manifestations et activités.

## Histoire
Sur le territoire de la commune, on retrouve des témoignages d'habitations étrusques datant du VIe siècle av. J.-C. La Stele di Londa, aujourd'hui conservée au Musée Archéologique National de Florence, bien que datant d'un siècle plus tard, prouve ces faits. Outre cette preuve, les étrusques ont laissé des traces de leur passage sur le territoire dans les noms donnés encore aujourd'hui à certains hameaux de la ville tels que Rata, Rincine, Vicorati et Vierle. Les noms des hameaux Bucina, Caiano, Caspriano et Petronio remontent quant à eux au IIIe siècle lorsque viennent s'installer les premiers romains.
L'existence et le nom de la commune sont attestés pour la première fois en 1028 sous le nom Unda (onda) faisant référence à l'eau du torrent.
Durant le Moyen Âge, ce furent les Conti Guidi puis les Bardes qui contrôlèrent la zone. En 1375, Londa passa alors sous le contrôle de Florence qui, comme pour Dicomano, permit le développement de la ville. L'expansion se poursuivra sous les Médicis puis sous les Habsbourg-Lorraine.
En 1776, par décision du grand-duc Léopold II du Saint-Empire, Londa devient une commune indépendante dont il assure alors le podestat. L'autonomie de la ville de Londa est depuis lors toujours effective, si on omet la brève parenthèse, à partir de 1835, durant laquelle Londa fut rattachée à Dicomano.
En 1929, un tremblement de terre fit de nombreux dégâts dans la ville qui subira encore quelques années plus tard le dur coup de la Seconde Guerre mondiale.

## Culture

### Architecture
Parmi les principaux lieux d'intérêt, nous pouvons mentionner le bourg qui, en des temps anciens, était isolé par la confluence des deux torrents de la ville qui avaient alors deux lits différents de ceux qu'ils occupent actuellement. Ce bourg prit le nom premier d'Isola (île) et, seulement dans un second temps, prit celui d'Onda qui est le nom actuel de la commune. Son nom est rappelé sur le blason officiel qui présente une onde argentée sur un fond bleu.

#### Architecture religieuse
- Église Santa Maria a Caiano : déjà mentionnée en 1276, elle appartient à la paroisse de San Leolino in Montanis.
- Église San Lorenzo a Fornace : mentionnée jusqu'au XIIe siècle, elle fait partie de la paroisse de San Detole.
- Église Sant'Elena a Rincine : mentionnée en 1274 puis en 1299 entre les églises dépendantes de la paroisse de San Detole. L'église doit son nom à une tradition selon laquelle l'impératrice Hélène, mère de Constantin, se serait retirée pour pénitence en ces lieux.
- Église San Leolino : située tout près des ruines, encore imposantes, du château qui fut celui des Conti Guidi du Moyen Âge. Selon la tradition, c'est ici que fut martyrisé San Leolino au IVe siècle.

#### Architecture civile
- Villa Dufour Berte
- Villa Gori e Caiano
- Ponte sul Rincine : pont en pierre construit en 1871.
- Fontana di Piazza Umberto I : fontaine, œuvre de l'ingénieur Tito Gori.

### Évènements
- Fête de septembre : la mise en place de cette fête remontant aux années 1960 a pour but de faire front au phénomène de migration en direction de la ville et de promouvoir et soutenir, au travers du tourisme, l'économie communale. Le moment le plus important de la fête est celui dit de la Pêche d'Argent qui récompense le producteur qui a présenté la meilleure cagette d'un certain type de fruits. À la fin de la deuxième semaine de septembre a lieu l'apogée de la fête, le touriste pouvant assister à divers combats gastronomiques, à des concerts ainsi qu'aux traditionnels feux d'artifice.
- Fête du Saint Patron (8 décembre, Immaculée Conception) : afin de célébrer le Saint Patron de la ville sont prévus des concerts de musique classique ainsi que des exhibitions de chœurs. Il est également mis en place un marché aux antiquités qui se répète ensuite à d'autres dates ultérieures.
- Palio della brocca (deux premières semaines de juillet) : fête historique sur le passé de la ville datant du XIIIe siècle lorsque le peuple vivait simplement et pauvrement, entre épidémies de peste et maladies en tous genres tandis que les hobereaux vivaient à l'aise, chacun souverain dans leur propre fief, faisant la guerre à droite et à gauche pour gagner sans cesse en suprématie. Cette journée était alors une fête permettant d'oublier tous les problèmes quotidiens avec des jeux et des activités pour tous et pour laquelle tout le monde se préparait. En 2003, l'association Ludorum Dies a voulu reprendre cette antique fête afin de retrouver la joie ludique de nos aïeuls. Cette fête est en réalité une bataille disputée par 7 équipes : Londa qui représente le chef-lieu et six de ses hameaux : Caiano, Fornace, Petroio, Rata, Rincine et Vierle. En 2009, les équipes devinrent huit avec la participation nouvelle du hameau de Vicorati. Durant plusieurs jours, les huit équipes vont alors se battre dans six catégories différentes. À la fin du Palio, l'équipe gagnante remporte un broc en céramique réalisé par des artistes locaux et rempli de vin.

## Administration
| Période                                  | Période | Identité        | Étiquette | Qualité |
| ---------------------------------------- | ------- | --------------- | --------- | ------- |
| 2009                                     | 2014    | Aleandro Murras |           |         |
| Les données manquantes sont à compléter. |         |                 |           |         |

### Hameaux
Bucina, Caiano, Caspriano, Fornace, Petronio, Rata, Rincine, Vierle, Vicorati

### Communes limitrophes
Dicomano, Pratovecchio, Rufina, San Godenzo, Stia